# NGC 4343
NGC 4343 је спирална галаксија у сазвежђу Девица која се налази на NGC листи објеката дубоког неба.
Деклинација објекта је + 6° 57' 16" а ректасцензија 12h 23m 38,7s. Привидна величина (магнитуда) објекта NGC 4343 износи 12,4 а фотографска магнитуда 13,2. NGC 4343 је још познат и под ознакама UGC 7465, MCG 1-32-38, CGCG 42-70, VCC 656, IRAS 12210+0713, PGC 40251.